# 元臺公主
元臺公主（?—?），唐朝初年高昌国公主，高昌献文王麴伯雅之女。
高昌留有《无量寿窟铭》，是高昌太学博士、明威将军令狐京伯所撰，其中提到麴氏元台公主，是献文王之女，张太妃所生，今上（当时的国王麴文泰）之亲妹。落款为“延寿七年庚寅七月下旬刊讫”，延寿是麴文泰的年号，延寿七年庚寅即公元630年，唐太宗贞观四年。